# 丽豆属
丽豆属（学名：Calophaca）是蝶形花科下的一个属，为灌木植物。该属共有6种，分布于俄罗斯南部至缅甸。